# پناهگاه سیتاس دریای لیگوریا

نقشه پناهگاه

این مکان که در اصل به نام پناهگاه بین‌المللی سیتاس دریای لیگوریان شناخته می‌شد و امروزه به عنوان پناهگاه سیتاس دریای لیگوریان برای پستانداران دریایی شناخته می‌شود، یک منطقه محافظت شده دریایی برای نگهداری و حفاظت از جانوران پستاندار دریایی (آب‌بازسانان) است. این پناهگاه ناحیه‌ای نزدیک به ۸۴٬۰۰۰ کیلومتر مربع را پوشش می‌دهد.
این پناهگاه در حوضه لیگوریای دریای مدیترانه واقع شده‌است. در این منطقه تمام آب‌بازسانانی که در دریای مدیترانه وجود دارند را می‌توان در فواصل زمانی منظم یافت. باور بر این است که اینجا مکان اصلی تغذیه نهنگ‌های باله در حوضه مدیترانه است.

## نگارخانه

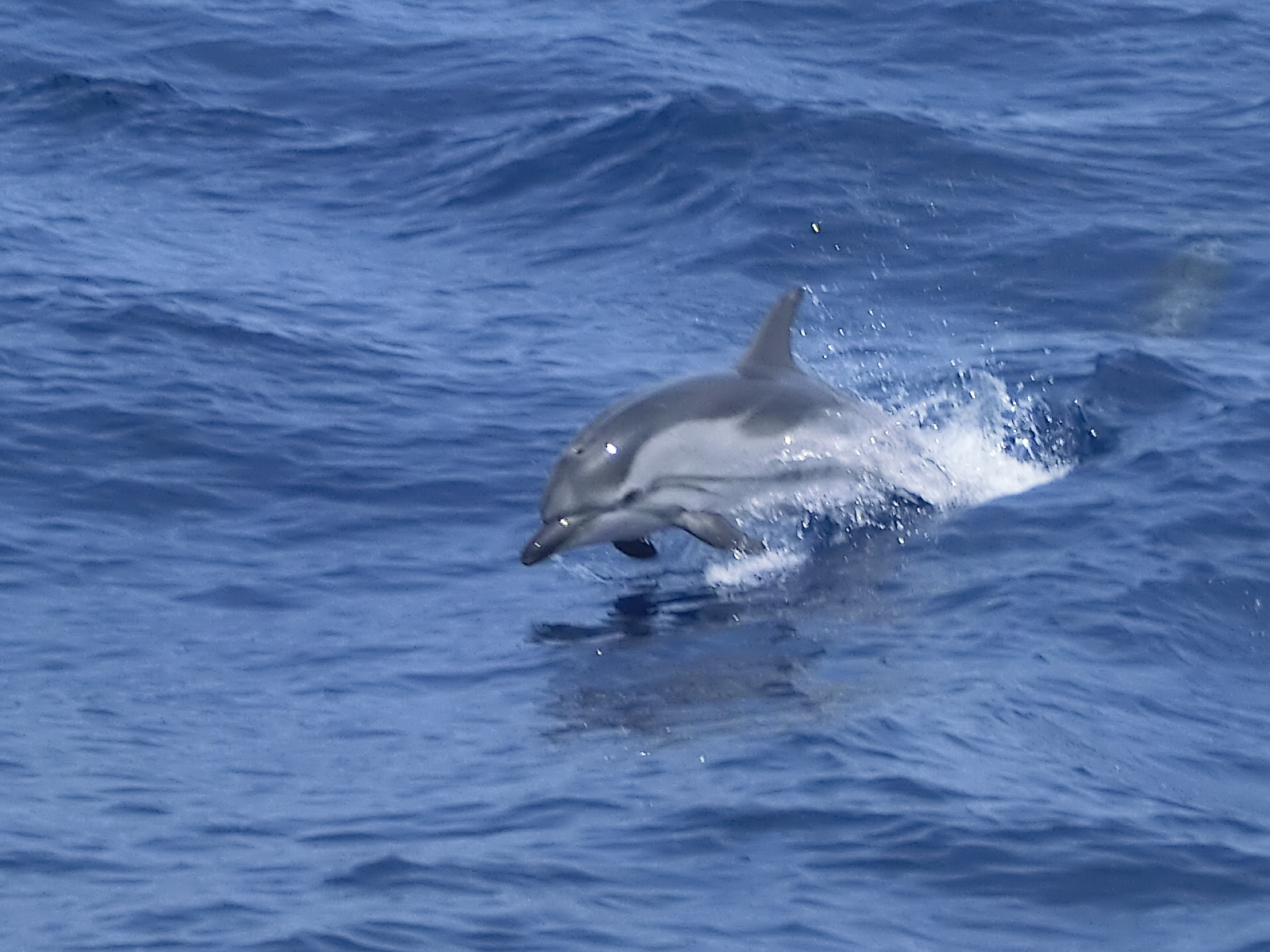
دلفین نواری
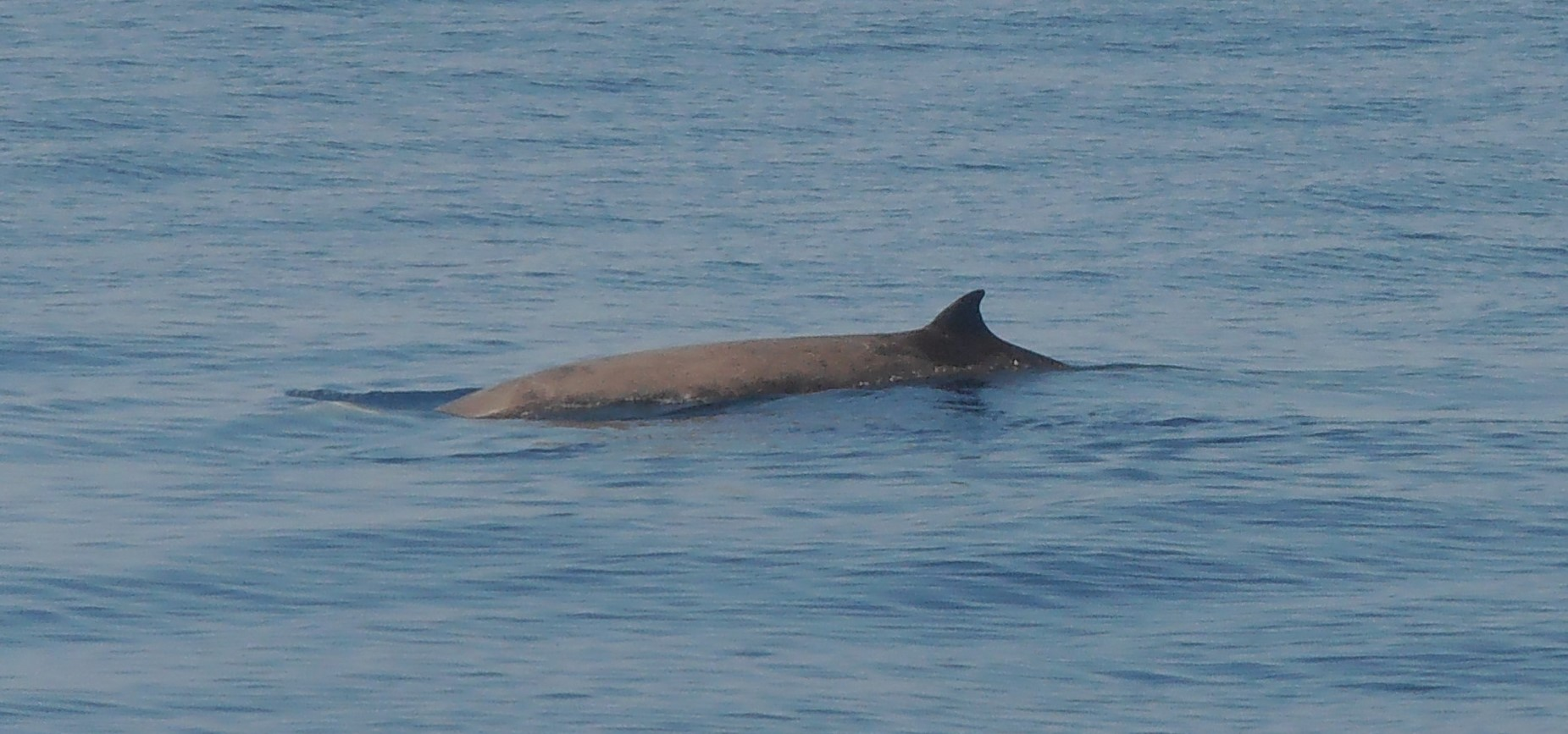
نهنگ غازنوک
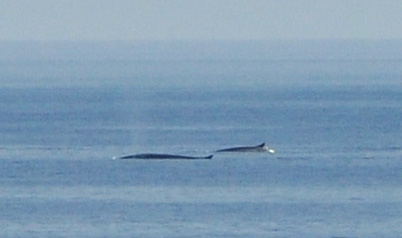
نهنگ تیغ‌باله